# Китайський гіркий гарбуз
{{#ifeq:0|0|{{#if:|{{#if:Momordicacharantia|[[]}}|}}}}
Китайський гіркий гарбуз (Momordica charantia; гірка диня, bitter melon) — фрукт родини гарбузових, що походить із тропічної Індії. Сама рослина схожа на огірок. Протягом багатьох століть вживається у страви в Азії, де цінується за свої медичні властивості.
В Україні частіше називається момордика, від її латинської назви Momordica charantia.

## Опис

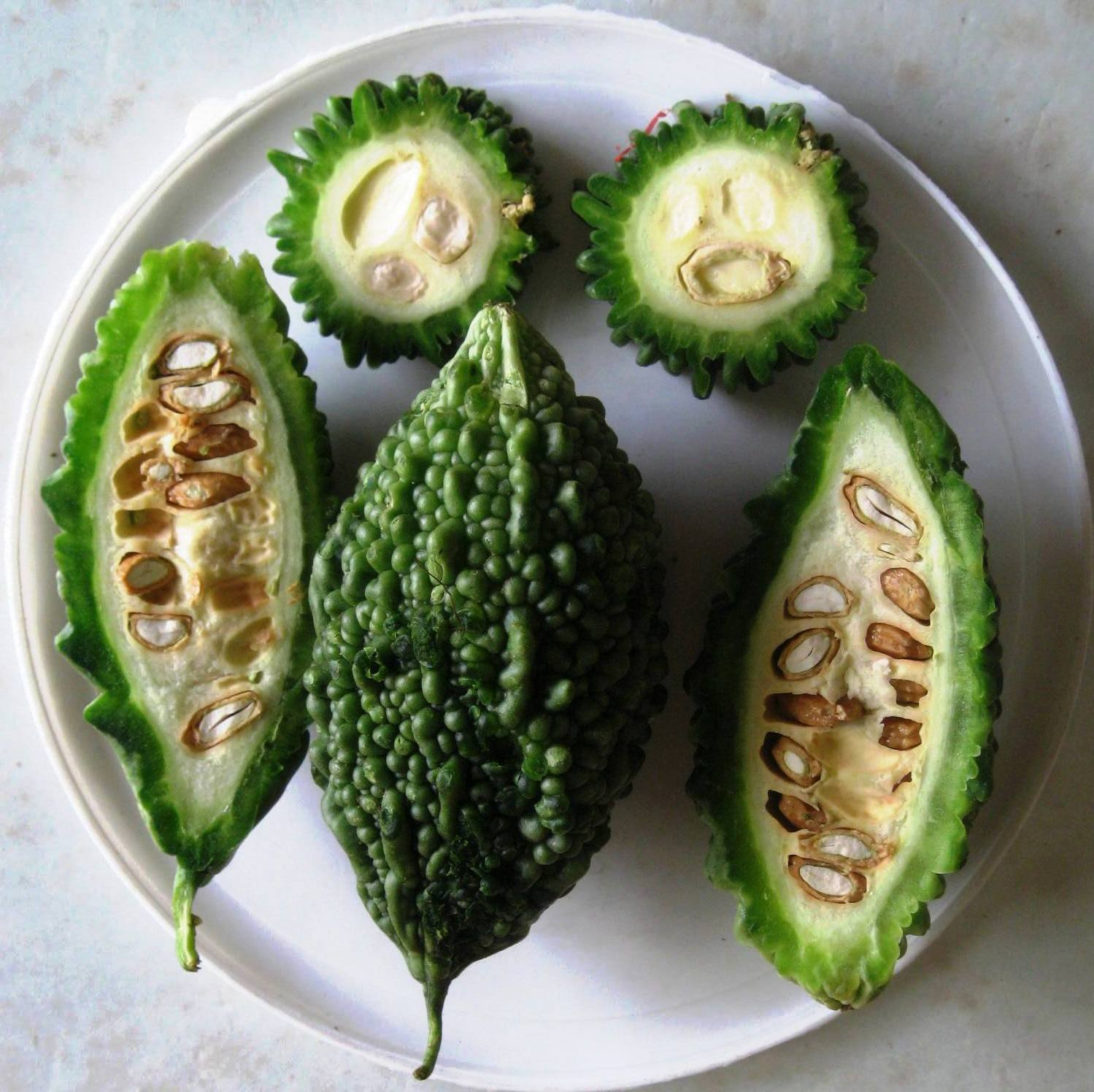
Плід — модифікована ягода — гарбуз

Китайський гіркий гарбуз має форму огірка довжиною 8–25 сантиметрів. Його шкіра має блідо-зелений колір, неїстівна і покриває білу серцевину, всередині якої міститься насіння. Коли доспіває, то має дуже гіркий смак через значну концентрацію хініну. Плід китайського гіркого гарбуза має довгасту форму і бородавчасту або горбкувату поверхню. Усередині міститься порівняно тонкий шар м'якушу, який оточує центральну порожнину, наповнену великим пласким насінням. У недозрілих плодів насіння біле, при дозріванні воно стає червоним. М'якуш китайського гіркого гарбуза хрусткий і водянистий, схожий на м'якуш огірка або чайоту, і зазвичай вживається у їжу, коли плід зелений.
Крім того, китайський гіркий гарбуз має дуже декоративну, незвичайну ліану, яка прикрасить і стіну будинку, і паркан, і терасу.

## Практичне використання

### Харчовий продукт
Плід вживають у їжу в тропічних країнах Азії. За смаком китайський гіркий гарбуз нагадує огірок. Приготування гіркого гарбуза — складний процес, оскільки гіркота не зникає навіть після тривалого відварювання. Пересмажені страви стають ще гіркішими.
В Ісаані також їдять молоді пагони гіркого гарбуза.

### Корисні властивості
У гарбузі міститься безліч корисних речовин, зокрема вітамін C і флавоноїди, рослина відома антиоксидантними властивостями.
Для наших широт цей неймовірно корисний зелений овоч більше є дивиною, ніж звичною їжею. 
Він знижує рівень глюкози в крові, нормалізує рівень інсуліну, знижує артеріальний тиск. Стиглий гарбуз можна їсти сирим, тоді його м'якуш має трохи солодкуватий присмак. Молоді овочі цілком виправдовують назву, тому піддаються термічній обробці.
Популярна харчова добавка — екстракт китайського гіркого гарбуза — може захистити жінок від раку грудей.
Дослідники з Університету Сент-Луїса (США) провели низку експериментів і з'ясували, що екстракт вбиває клітини ракової пухлини грудей, не зачіпаючи при цьому здорові тканини. Втім, поки що роботи здійснювалися лише в лабораторних умовах; клінічних випробувань засобу на онкологічних хворих не було. На наступному етапі вчені хочуть перевірити дію екстракту на тваринах. Якщо тести будуть успішними, можна буде говорити про випробування засобу на людях.
Керівник роботи професор Ратна Рей підкреслює: результати експериментів не доводять те, що екстракт здатний запобігати раку грудей або виліковувати від нього; препарат, ймовірно, може лише уповільнювати перебіг хвороби.
Дослідники вважають, що корисного ефекту можна добитися, якщо споживати сам овоч, а не лише його екстракт.